# Етноархеологија
Етноархеологија је етнографска студија народа због археолошких разлога, обично кроз истраживање материјалих остатака друштва. Етноархеологија помаже ахеологији у реконструисању начина живота и проучавању материјалне и нематеријалне традиције модерних друштава. Етноархеологија такође помаже разумевању начина на који је објекат направљен и потребе за које је служио. Археолози могу закључити да су древна друштва користила исте технике као и њихови наследници у модерном времену, уколико имају сличан скуп еколошких околности.
Добар пример етноархеологије је дао Брајан Хајден 1987. године. Његов тим је истраживао производњу мезоамеричких ручних млинова у данашње време, што му је пружило вредан увид у производњу праисторијских ручни млинова. Многе друге студије су се бавиле производњом и коришћењем керамике, хране, архитектуре и многих других врста материјалне културе.

## Порекло и развој
Иако је етнографија већ дуго коришћена од стране археолога како би направили поређење са прошлошћу, етнографски подаци се не прикупљају због археологије. Етноархеологија се развила зато што су археолози сматрали да етнографија није пружала адекватне одговоре на питања која су они постављали. 
Амерички археолог Џеси Валтер је први спомену "етно-археологију" 1900. године и охрабривао археологе да спроводе свој етнографски теренски рад. Прихватање етноархеологије као праве под-дисциплине археологије се ипак дешава тек касних 1950-их и 1960-их. Тада су археолози почели да истражују различите научне примене које она може да има. Етноархеологија је данас постла прихваћена истраживачка метода. 

## Аналогија
Аналогија у археологији је у суштини, примењивање посматраног понашања, не-посматраном понашању. То је можда један од најчешће коришћених истраживачких алата у археолошком тумачењу. Аналогије се најбоље може повући између оних култура које деле слично окружења. Још важније, ове културе морају да интерагују са њиховим стаништем на начин који се може упоредити са другим.
Важно је имати на уму да аналогије могу да пружају само трагове, а не конкретне одговоре на истраживачка питања.

### Формалне аналогије
Формалне аналогије се праве уз претпоставку да ако два предмета деле исти изглед, они ће вероватно делити исту функцију. Пол Лејн је рекао, "зато што два објекта или контекста деле сличан изглед или облик, они ће вероватно да деле и друге особине, а обично и функције." Један од главних проблема са овим приступом је да често ови предмети или контексти који се се чине сличним, могу да се користе за веома различите сврхе или служе различитим функцијама. Можда су ови предмети чак направљени на различите начине. 

### Релационе аналогије
Релационе аналогије су супротно од формалних аналогија. Уместо да само праве закључци, мора се доказати веза. Такође се обе стране аналогије морају проучти, а мора се доказати однос између етнографског предмета и археолошког објекта.

## Директни историјски приступ
Један од популараних метода у етноархеологији је употреба директног историјског приступа. Ова техника се претежно користи у Америци. Приступ се ослања на живе културе које могу бити блиско везане, генетски или просторно, за археолошки култури интерес. Ово се користи у циљу формирања аналогије које се могу користити за објашњење археолошког налаза. Гулд и његов тим објашњавју да археолози треба да буде у стању да измере степен разлика између алата који налазе у етнографском материјалу и артефаката које налазе.  Међутим, иако ова техника може бити корисна, важно је напоменути да њу ометају културне промене које настају током времена. "Народни културни приступ" је приступ који је у Европи еквивалентан директом историјском приступу.

## Проблеми
Етнографија може да пружи увиде од вредности за археолога у то како су људи у прошлости можда живели. Посебно везано за њихове друштвене структуре, верска уверења и друге аспекте њихове културе. Међутим, још увек није јасно како да се примене увиди стечени антрополошкм истраживањима у археолошким истраживањима.
Овај општи проблем је натерао археологе да тврде да антрополошки рад није адекватан за одговарање на археолошке проблеме, те да стога археолози морају да користе етноархеолошки рад, како би могли да одговоре на ове проблеме. Ове студије су се фокусирали далеко више на производњу, употребу и бацање алата и других артефаката. Овоим су могли да одговоре на питања какви су се предмети користили у насељима, колика је вероватноћа да ће бацити неки предмет и многа друга.